# Jewgenija Lwowna Rudnizkaja
Jewgenija Lwowna Rudnizkaja (russisch Евгения Львовна Рудницкая; * 1920 in Taschkent; † 24. November 2016 in Moskau) war eine sowjetisch-russische Historikerin.

## Leben
Rudnizkaja studierte in Taschkent an der Zentralasiatischen Staatlichen Universität in der Historischen Fakultät mit Abschluss 1942. Darauf arbeitete sie in der Verwaltung des Zentralkomitees des Komsomol der Usbekischen SSR.
1943 ging Rudnizkaja nach Moskau und wurde Aspirantin an der Universität Moskau (MGU) bei Miliza Wassiljewna Netschkina. Nach dem Abschluss der Aspirantur 1946 wurde sie Mitarbeiterin des seit 1931 von Isaak Israelewitsch Minz geleiteten Hauptsekretariats der vielbändigen Geschichte des Bürgerkriegs in der UdSSR. 1948 verteidigte sie mit Erfolg ihre Dissertation über die Anfänge Alexander Iwanowitsch Herzens und Nikolai Platonowitsch Ogarjows für die Promotion zur Kandidatin der historischen Wissenschaften.
1949 lehrte Rudnizkaja an der Abend-Universität für Marxismus-Leninismus des Moskauer Stadtkomitees der KPdSU. 1950 wurde sie Mitarbeiterin der Redaktion für die Herausgabe des Literarischen Erbes, für das sie auch später schrieb.
Ab 1958 arbeitete Rudnizkaja im Moskauer Institut für Geschichte der Akademie der Wissenschaften der UdSSR (AN-SSSR, seit 1991 Russische Akademie der Wissenschaften (RAN)). Ihre Forschungsschwerpunkte waren die Geschichte der russischen sozialen Bewegung und des sozialen Denkens, die Geschichte der revolutionären Bewegung und die Quellenkunde in der zweiten Hälfte des 19. Jahrhunderts. Sie beteiligte sich an der Faksimile-Herausgabe der ersten unzensierten russischsprachigen Zeitung Kolokol und des Almanachs Poljarnaja swesda (Polarstern) Herzens und Ogarjows. 1970 verteidigte sie mit Erfolg ihre Doktor-Dissertation über Ogarjow in der russischen revolutionären Bewegung für die Promotion zur Doktorin der historischen Wissenschaften. Auch beteiligte sie sich an den Ausgaben des Literarischen Erbes mit Veröffentlichungen von Materialien des Russischen Auslandsarchivs der russischen Emigration in Prag, das 1923–1945 bestand. 2012 ging sie in den Ruhestand.
Rudnizkaja war mit dem Chemiker Sachar Alexandrowitsch Rogowin verheiratet. Ihre Tochter Swetlana Sacharowna Rogowina (* 1948) wurde Physikochemikerin.
Rudnizkajas Urne wurde auf dem Wwedenskoje-Friedhof im Grab ihres Mannes beigesetzt.

## Ehrungen, Preise
- Kljutschewski-Preis der RAN (1997)[1]
- Ehrendiplom der RAN (2010) für die Monografie Gesichter der russischen Intelligenzija als beste Publikation im Rahmen des staatlichen Programms zur patriotischen Erziehung der Bürger der Russischen Föderation 2006–2010[1]